# Quai de l'Hôtel-de-Ville
Quai de l'Hôtel-de-Ville (Radniční nábřeží) je nábřeží v Paříži. Nachází se ve 4. obvodu. Je pojmenováno podle budovy pařížské radnice. Nábřeží je součástí rychlostní komunikace Voie Georges-Pompidou.

## Poloha
Nábřeží leží na pravém břehu řeky Seiny mezi mosty Marie a Arcole. Začíná u křižovatky s ulicí Rue des Nonnains-d'Hyères, kde navazuje na Quai des Célestins, a končí na náměstí Place de l'Hôtel-de-Ville, odkud pokračuje po proudu Quai de Gesvres. Na nábřeží vede rovněž most Louis-Philippe.